# Pontdisèra
Pont-de-l'Isère és un municipi francès situat al departament de la Droma i a la regió d'Alvèrnia-Roine-Alps. L'any 2007 tenia 2.622 habitants.

## Demografia

### Població
El 2007 la població de fet de Pont-de-l'Isère era de 2.622 persones. Hi havia 991 famílies de les quals 198 eren unipersonals (72 homes vivint sols i 126 dones vivint soles), 324 parelles sense fills, 393 parelles amb fills i 76 famílies monoparentals amb fills.
La població ha evolucionat segons el següent gràfic:
Habitants censats

### Habitatges
El 2007 hi havia 1.059 habitatges, 1.020 eren l'habitatge principal de la família, 10 eren segones residències i 29 estaven desocupats. 918 eren cases i 138 eren apartaments. Dels 1.020 habitatges principals, 786 estaven ocupats pels seus propietaris, 221 estaven llogats i ocupats pels llogaters i 13 estaven cedits a títol gratuït; 1 tenia una cambra, 27 en tenien dues, 107 en tenien tres, 315 en tenien quatre i 570 en tenien cinc o més. 811 habitatges disposaven pel capbaix d'una plaça de pàrquing. A 439 habitatges hi havia un automòbil i a 530 n'hi havia dos o més.

### Piràmide de població
La piràmide de població per edats i sexe el 2009 era:
| Homes | Edats   | Dones |
| ----- | ------- | ----- |
| 4     | 95 o +  | 0     |
| 0     | 90 a 94 | 4     |
| 8     | 85 a 89 | 0     |
| 8     | 80 a 84 | 4     |
| 24    | 75 a 79 | 28    |
| 44    | 70 a 74 | 44    |
| 68    | 65 a 69 | 36    |
| 44    | 60 a 64 | 56    |
| 120   | 55 a 59 | 76    |
| 124   | 50 a 54 | 132   |
| 120   | 45 a 49 | 124   |
| 84    | 40 a 44 | 96    |
| 72    | 35 a 39 | 104   |
| 92    | 30 a 34 | 68    |
| 68    | 25 a 29 | 100   |
| 136   | 20 a 24 | 72    |
| 136   | 15 a 19 | 108   |
| 84    | 10 a 14 | 88    |
| 84    | 5 a 9   | 112   |
| 48    | 0 a 4   | 76    |

## Economia
El 2007 la població en edat de treballar era de 1.796 persones, 1.286 eren actives i 510 eren inactives. De les 1.286 persones actives 1.144 estaven ocupades (617 homes i 527 dones) i 143 estaven aturades (57 homes i 86 dones). De les 510 persones inactives 175 estaven jubilades, 137 estaven estudiant i 198 estaven classificades com a «altres inactius».

### Ingressos
El 2009 a Pont-de-l'Isère hi havia 1.087 unitats fiscals que integraven 2.907,5 persones, la mediana anual d'ingressos fiscals per persona era de 17.092 €.

### Activitats econòmiques
Dels 174 establiments que hi havia el 2007, 6 eren d'empreses extractives, 7 d'empreses alimentàries, 1 d'una empresa de fabricació de material elèctric, 11 d'empreses de fabricació d'altres productes industrials, 19 d'empreses de construcció, 63 d'empreses de comerç i reparació d'automòbils, 8 d'empreses de transport, 8 d'empreses d'hostatgeria i restauració, 7 d'empreses financeres, 7 d'empreses immobiliàries, 9 d'empreses de serveis, 16 d'entitats de l'administració pública i 12 d'empreses classificades com a «altres activitats de serveis».
Dels 34 establiments de servei als particulars que hi havia el 2009, 1 era una oficina de correu, 9 tallers de reparació d'automòbils i de material agrícola, 3 autoescoles, 4 paletes, 2 guixaires pintors, 5 fusteries, 3 lampisteries, 1 electricista, 2 perruqueries, 3 restaurants i 1 saló de bellesa.
Dels 16 establiments comercials que hi havia el 2009, 1 era una botiga de més de 120 m², 2 botiges de menys de 120 m², 2 fleques, 3 carnisseries, 1 una botiga de congelats, 1 una botiga d'electrodomèstics, 2 botigues de mobles, 1 una botiga de material esportiu, 1 un drogueria, 1 una perfumeria i 1 una floristeria.
L'any 2000 a Pont-de-l'Isère hi havia 31 explotacions agrícoles que ocupaven un total de 540 hectàrees.

## Equipaments sanitaris i escolars
L'únic equipament sanitari que hi havia el 2009 era una farmàcia.
El 2009 hi havia 1 escola maternal i 1 escola elemental.

## Poblacions més properes
El següent diagrama mostra les poblacions més properes.